# Извор
Извор или врело је компонента хидросфере и представља сваку природну ситуацију где вода из земље избија на површину.